# William Colgate
William Colgate (Hollingbourne, 25 de janeiro de 1783 – Nova Iorque, 25 de março de 1857) foi um empresário anglo-estadunidense que fundou em 1806 uma empresa de pasta dental que posteriormente tornar-se-ia a Colgate.
Magnata estadunidense de origem britânica nascido em Kent, Inglaterra, fundador de uma pequena empresa novaiorquina em 1806, que viria se tornar a gigante Colgate-Palmolive uma das maiores empresas de pasta dental no mundo.

## Vida
Nasceu na Inglaterra, em Kent, no dia 25 de janeiro de 1783. Ele era o filho de Robert e Mary Bowles Colgate. Seu pai, Robert Colgate por simpatizar com as colônias americanas e discordar da Inglaterra, resolveu mudar para os Estados Unidos em 1798.
Eles se estabeleceram em Hartford, Connecticut, em uma fazenda, o trabalho deles era duro.
Willian sempre ajudava o pai na fazenda e procurava sempre formas mais eficientes e rápidas de concluir o trabalho, mas ainda assim sua família não conseguia se recuperar financeiramente. Devido a ruína que atravessava seu pai se propõe a vender os animais, pois o dinheiro não dava para todos.
William diz ao pai para não vender os cavalos, senão não teria como trabalhar, e que iria tentar a vida na cidade, que havia orado muito e acreditava que se fosse para cidade conseguiria ganhar dinheiro e ajudá-los. Seu pai acaba concordando relutante sabendo no fundo do coração que seria melhor assim.
A mãe ao ouvir a notícia começa a chorar, depois de se acalmar pede ao filho para ler Malaquias 3:10 em voz alta, e ele lê:
| “ | Trazei todos os dízimos à casa do tesouro, para que haja mantimento na minha casa. e provai-me nisto, diz o SENHOR dos Exércitos, seu Eu não vos abrir as janelas do céu e não derramar sobre vós benção sem medida. | ” |

Sua mãe pede para que ele não se esqueça disso.

## Ida para Nova Iorque
William tinha 16 anos de idade quando deixou a casa dos pais, no caminho encontrou um velho que orou com ele e falou:
"Alguém será brevemente, o principal fabricante de sabão em Nova Iorque. Espero que seja você seja homem prudente, dê seu coração a Cristo. Lhe entregue de cada dólar que você receber, a parte que lhe pertence, faça um sabão honesto, no peso dê uma libra inteira (454 gramas, ou seja, fácil de manusear e barato). Sei que você será abençoado."
Chegando em Nova York com dificuldade, conseguiu emprego. Começou a trabalhar como aprendiz de uma caldeira de sabão e aprendeu o negócio.
Lembrando-se das palavras de seus pais, começou a frequentar uma igreja no seu bairro e logo que recebeu o primeiro salário entregou o dízimo.
William tinha espírito empreendedor, sabia ver os erros administrativos com facilidade, o patrão dele percebendo a capacidade de William o fez sócio. Em 1811 ele se casou com Miss Mary Gilbert, filha de Edward Gilbert.
Não se esqueceu de ajudar os pais comprando-lhes uma fazenda no município vizinho. Procurou sempre ajudar os pais no que era necessário.

## Últimos anos
Inicialmente instalado na Dutch Street, em New York City, dedicou-se à venda de goma, velas e sabões de produção caseira e, no ano seguinte, associou-se com Francis Smith, fundando a Smith & Colgate.
Depois, em 1813, comprou a parte de Smith e associou-se ao irmão, Bowles Colgate, alterando o nome da empresa para William Colgate & Co. Revelando, desde sempre, uma forte orientação para a comunicação, sua arrancada para o sucesso deu-se inicialmente a partir de uma arrojada e inovadora campanha de divulgação (1817), anunciando os seus produtos em jornais e colando cartazes pelas ruas da cidade.
Tornou-se conhecido como o magnata do sabão e fundou o Colgate College, Hamilton, NY, hoje uma importante universidade norte-americana.
William faleceu em New York no dia 25 de março de 1857, aos 74 anos.
Foi sepultado no Green-Wood Cemetery, Brooklyn, em New York. Após a morte do seu fundador a companhia passou a ser chamada de Colgate & Company, em 1857.

## Companhia nos anos posteriores
Após seis anos de pesquisa com perfumes e essências, lançou no mercado em 1872 o seu primeiro sabonete perfumado, o Cashmere Bouquet, que se manteve na preferência de muitos consumidores norte-americanos durante cerca de 120 anos.
As inovações foram surgindo e, no ano seguinte, foi lançado o produto que viria revolucionar a imagem da empresa: o creme dentifrício Colgate.
Inicialmente comercializado em latas, depois em 1896 passou a ser embalado em tubos de formato muito semelhantes aos atuais. Anos depois, em 1928, associou-se à Palmolive-Peet Company que se dedicava a fabricar sabonetes, constituindo assim a Colgate Palmolive-Peet Company.
Aproveitando a notoriedade dos seus produtos, nomeadamente a pasta dentífrica Colgate e o sabonete Palmolive, a nova companhia alargou as suas vendas e mesmo durante a II Guerra Mundial, manteve-se na vanguarda das inovações.
No final da guerra em 1945, lançou um novo produto, na categoria de limpeza caseira, o Ajax, passando, assim, a atuar em três mercados diferentes: a higiene bucal, pessoal e limpeza.
Em 1953 a empresa adotou a sua atual denominação social: Colgate-Palmolive.